# Ксенофилия
Ксенофили́я (др.-греч. ξενοφιλία, от др.-греч. ξένος — чужой, гость и др.-греч. φιλία, любовь, склонность) — психологическое понятие, означающее любовь и склонность к неизвестным вещам и людям, неиспытанным ощущениям. Противоположно ксенофобии. Может иметь также сексуальную трактовку — склонность к необычным сексуальным партнёрам (в частности, другой расы или ранее совершенно незнакомым), необычным местам занятия сексом, парафилиям разного рода и т. д.
В последнее время слово также трактуется в узком значении: как любовь ко всему иностранному, к иностранцам, восприятию чужого (инокультурного) лучшим, чем своего собственного.
У Юрия Крижанича (XVII век) в общественно-политическом смысле употребляются греческий термин «ксеномания» (др.-греч. ξενομανία) и его славянский эквивалент «чужебесие».
Также в научно-фантастических произведениях, а особенно в их поджанре — космооперах, данным термином часто обозначают романтическое или сексуальное влечение к представителям иного разумного вида.